# Vilanava de Marçan
Vilanava de Marsan (en francès Villeneuve-de-Marsan) és un municipi francès situat al departament de les Landes i a la regió de la Nova Aquitània.

## Demografia
| 1962                                       | 1968  | 1975  | 1982  | 1990  | 1999  | 2007  |
| ------------------------------------------ | ----- | ----- | ----- | ----- | ----- | ----- |
| 1.848                                      | 1.915 | 2.122 | 2.035 | 2.107 | 2.109 | 2.333 |
| Des de 1962: població sense dobles comptes |       |       |       |       |       |       |

## Administració
| Període   | Identitat      | Partit |
| --------- | -------------- | ------ |
| 2001-2008 | Yves Pujos     |        |
| 2008-     | Bernard Roumat | PS     |